# 1506
Відродження •  Доба великих географічних відкриттів •  Ганза •  Ацтецький потрійний союз •  Імперія інків

## Геополітична ситуація
Османську державу очолює Баязид II (до 1512). Королем Німеччини є Максиміліан I Габсбург. У Франції королює Людовик XII (до 1515).
Середню частину Апеннінського півострова займає Папська область. Неаполітанське королівство на півдні захопила Іспанія. Могутними державними утвореннями півночі є Венеційська республіка, Флорентійська республіка, Генуезька республіка та герцогство Міланське.
Кастилія і Леон та Арагонське королівство об'єднані в Іспанське королівство, де править Фердинанд II Арагонський (до 1516). В Португалії королює Мануел I (до 1521).
Генріх VII є королем Англії (до 1509), королем Данії та Норвегії Юхан II (до 1513). Сванте Нільссон є регентом Швеції. Королем Угорщини та Богемії є Владислав II Ягелончик. У Польщі королює Сигізмунд I Старий (до 1548), він же залишається князем Великого князівства Литовського.
Галичина входить до складу Польщі. Волинь належить Великому князівству Литовському. Московське князівство очолює Василій III (до 1533).
На заході євразійських степів існують Казанське ханство, Кримське ханство, Астраханське ханство Ногайська орда. У Єгипті панують мамлюки. У Китаї править династія Мін. Значними державами Індостану є Делійський султанат, Бахмані, Віджаянагара. В Японії триває період Муроматі.
У Долині Мехіко править Ацтецький потрійний союз на чолі з Монтесумою II (до 1520). Цивілізація мая переживає посткласичний період. В Імперії інків править Уайна Капак (до 1525).

## Події
- 6 серпня біля Клецька в нинішній Білорусі відбулася Клецька битва, в якій армія Великого Князівства Литовського під проводом князя Михайла Глинського розбила кримських татар, на чолі яких стояли двоє синів хана Менглі I Гірея — Фетіх-Гірей і Бурнаш-Гірей.
- Королем Польщі та Великим князем литовським став Сигізмунд I Старий.
- У Римі відкопали класичну статую Лаокоон та його сини. Папа римський Юлій II купив її й виставив у Ватикані.
- Папа римський Юлій II заклав перший камінь собору Святого Петра.
- До Ватикану прибула швейцарська гвардія, щоб нести палацову церемоніальну службу.
- Спадкоємиця кастильського трону Хуана I зі своїм чоловіком Філіпом I Красивим здійснили подорож з Нідерландів у Кастилію. 25 вересня Філіп Красивий помер. Хуана збожеволіла. Її, вагітну, помістили в монастир. Вона залишалася формально монархом Кастилії до своєї смерті, хоча фактично влада була спочатку в руках її батька Фердинанда II Арагонського, а потім сина Карла.
- Регентство в Нідерландах отримала Маргарита Австрійська.
- Генеральні штати Франції оголосили короля Людовика XII батьком народу.
- У Генуї спалахнуло повстання проти французького правління.
- Португальський мореплавець Трістан да Кунья відкрив архіпелаг Тристан-да-Кунья.
- Іспанські мореплавці Хуан Діас де Соліс та Вінсенте Пінсон дослідили узбережжя Юкатану.
- Леонардо да Вінчі завершив роботу над «Джокондою».

## Народились
Дивись також Народилися 1506 року

## Померли
Дивись також Померли 1506 року
- 20 травня — У бідності, не визнаний ні покровителями ні сучасниками, з вірою в те, що він дійсно відкрив західний морський шлях до Азії, у Вальядоліді на 55-у році життя помер іспанський мореплавець Христофор Колумб.